# کوشینگ (آیووا)
کوشینگ (به انگلیسی: Cushing) شهری در ایالت آیووا کشور ایالات متحده آمریکا است که جمعیت آن در سرشماری سال ۲۰۱۰ میلادی، ۲۲۰ نفر بوده‌است.